# Eddie Cochran
Eddie Cochran (Albert Lea, Minnesota, 1938. október 2. – Bath, Egyesült Királyság, 1960. április 17.) úttörő amerikai rock and roll előadó volt, aki rövid karrierje ellenére nagy hatással volt a rock zenére. Cochran rockabilly dalai, mint a „C’mon Everybody”, a „Somethin’ Else” és a „Summertime Blues”, a tinédzserek frusztrációját és vágyait énekelték meg az 1950-es évek végén. Többsávos és rétegzett hangfelvételi technikákkal kísérletezett már a legkorábbi kislemezein is, és nem csak gitáron, de zongorán, basszusgitáron és dobon is játszott. Megjelenése, a vagányul öltöző, faragatlan, de jóvágású, lázadó hajlamú fiatalember az ötvenes évek rockerének alaptípusa volt, aki halálával ikonná vált.

## Pályafutása
Minnesota államban született, és az 1950-es évek elején költözött családjával Kaliforniába. Gyerekkora óta zenélt, játszott az iskola zenekarában, és autodidakta módon tanulta meg a bluesgitározás alapjait. 1955-ben, a csak névrokon Hank Cochran gitárossal alkottak duót, és amikor a következő években elváltak útjaik, Cochran Jerry Capeharttal közösen kezdett dalszerzői karrierbe. Első sikerét a „Twenty Flight Rock” című dal előadása hozta neki, amivel a Jayne Mansfield főszereplésével készült The Girl Can't Help It című mozifilmben szerepelt. Nem sokkal később a Liberty Records lemezszerződést kötött vele.
Cochran 21 évesen hunyt el 1960 áprilisában, angliai turnéján, egy közúti balesetben. Habár legismertebb dalai még életében kiadásra kerültek, legtöbb szerzeménye posztumusz jelent meg. 1987-ben Cochrant beiktatták a Rock and Roll Hall of Fame-be. Dalait számtalan együttes feldolgozta, többek között a The Who, a The Beach Boys, a The Beatles, Dick Dale & his Del-Tones, a Blue Cheer, a Led Zeppelin, a Rush, a Humble Pie, Commander Cody and His Lost Planet Airmen, Joan Jett, a Teenage Head, a Tiger Army, UFO, a The White Stripes, a Stray Cats és a Sex Pistols.

## Lemezei

### Kislemezek
- "Sittin' In The Balcony b/w Dark Lonely Street (1957. február)
- "Drive In Show" b/w "Am I Blue? Liberty F55087 (1957. július)
- "Jeannie Jeannie Jeannie" b/w Pocketful Of Hearts (1958. január)
- "Summertime Blues" b/w "Love Again" Liberty F55144 (1958. július)
- "C'mon Everybody" b/w "Don't Ever Let Me Go" Liberty F55166 (1958. október)
- "Teenage Heaven" b/w "I Remember" Liberty 55177 (1959. február)
- "Somethin' Else" b/w "Boll Weevil Song" Liberty 55203 (1959. július)

### Amerikában kiadott albumok
- Singin' To My Baby Liberty LRP-3061 (1957. november)[5]
- 12 of His Biggest Hits Liberty LRP-3172 (1960. április) újrakiadás: The Eddie Cochran Memorial Album (1960. május)
- Never To Be Forgotten Liberty LRP-3220 (1962. január)[5]
- Summertime Blues Sunset SUS-5123 (1966. augusztus)
- Legendary Masters Series United Artists UAS 9959 (1972. január)
- The Very Best Of Eddie Cochran (1975)
- Singin' To My Baby (újrakiadás) (1981)
- Great Hits (1983)
- On The Air (1987)
- The Best Of Eddie Cochran (1987)
- Greatest Hits Curb Records (1990)
- Singin' to My Baby and Never To Be Forgotten EMI Records (1993)

### Angliában kiadott albumok
- Cherished Memories (December 1962)
- My Way (September 1964)
- The Legendary Eddie Cochran (June 1971)
- The Many Sides Of Eddie Cochran (1974)
- 20th Anniversary Album (March 1980)
- The Best Of Eddie Cohran Liberty-EMI U.K. (1985) (The mono 16 track LP/cassette is from the Rock 'N' Roll Masters series.)
- The Very Best of Eddie Cochran (June 2008)
- Eddie Cochran Story (6 July 2009)

## További információ
- Hivatalos oldal
- Eddie Cochran az Internet Movie Database-ben (angolul)

Bibliográfia
- Bobby Cochran – Susan Van Hecke: Three Steps to Heaven: The Eddie Cochran Story. Milwaukee, WI: Hal Leonard 2003. ISBN 0-634-03252-6
- Julie Mundy – Darrel Higham: Don't Forget Me: The Eddie Cochran Story. Edinburgh: Mainstream Publishing Company 2000. ISBN 0-8230-7931-7
- Sharon Sheeley: "SUMMERTIME BLUES". Ravenhawk Books. Release date June 30, 2010. ISBN 978-1-893660-18-2.

## Fordítás
- Ez a szócikk részben vagy egészben  az   Eddie Cochran című angol Wikipédia-szócikk fordításán alapul.  Az eredeti cikk szerkesztőit annak laptörténete sorolja fel. Ez a jelzés csupán a megfogalmazás eredetét és a szerzői jogokat jelzi, nem szolgál a cikkben szereplő információk forrásmegjelöléseként.